# Леоннек, Жорж
Жорж Леоннек (фр. Georges Léonnec; 30 сентября 1881, Брест — 15 октября 1940, Финистер, метрополия Франции) — французский художник-график.

## Биография
Родился в 1881 во французском Бресте в семье художника-карикатуриста. Учился в Брестском лицее, но был исключён оттуда за рисование карикатур на учителей. После этого, в возрасте 12-13 лет, переехал с отцом в Париж, где помогал отцу в работе над карикатурами, которые печатались в парижских газетах. Несмотря на это, первоначально мечтал стать военным моряком, однако в конечном итоге получил художественное образование в Высшей школе декоративных искусств в Париже, после чего профессионально занялся созданием книжных и журнальных иллюстраций.
Примерно в 1899—1914 годах Леоннек работал наиболее плодотворно. В этот период его работы регулярно появлялись в ведущих французских периодических изданиях. Он создавал также рекламные плакаты для крупных компаний, таких, как «Renault» и «Daimler», и иллюстрации, сочетавшие остроумие, сексуальность и яркие признаки господствовавшего в то время стиля ар-нуво (стиля модерн). В те годы художник много курсировал между Брестом, Парижем и Нантом. Он был женат, но в 1915 году развёлся с первой женой.
С началом Первой мировой войны Жорж Леоннек был мобилизован, однако служил в родном Бресте во вспомогательных войсках, продолжая при этом рисовать и публиковать в парижских журналах рисунки и карикатуры. В 1916 году он встретил Гортензию Ле Ретиф, на которой женился в 1923 году. В этом браке родилось две дочери.
В марте 1919 года Леоннек был демобилизован и уехал жить в Париж, на Монпарнас. В 1920-е годы и 1930-е годы он так же удачно вписался в стиль ар-деко, как до этого в стиль ар-нуво. В этот период он был обеспеченным человеком и вместе с семьей нередко путешествовал по Европе. В 1934 году он выполнил свой, возможно, самый известный набор иллюстраций — к роману «Дафнис и Хлоя» античного писателя Лонга.
Жорж Леоннек скончался в 1940 году в Керсенне, и был похоронен в Бресте. Персональные выставки работ художника состоялись в Бресте в 1990 и в Бретонском музее в Кемпере и 1992 годах.

### Иллюстрации к роману «Дафнис и Хлоя»

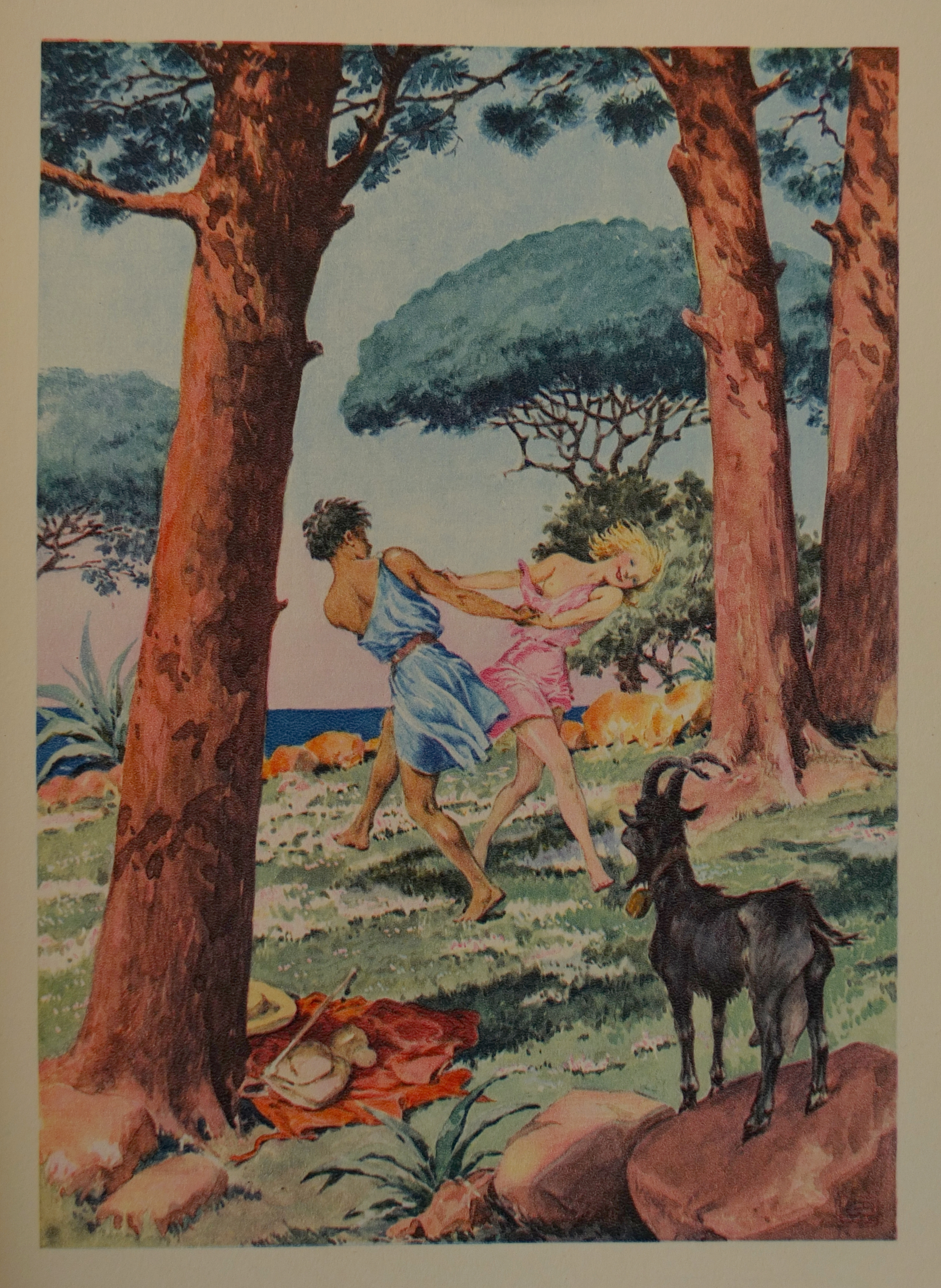
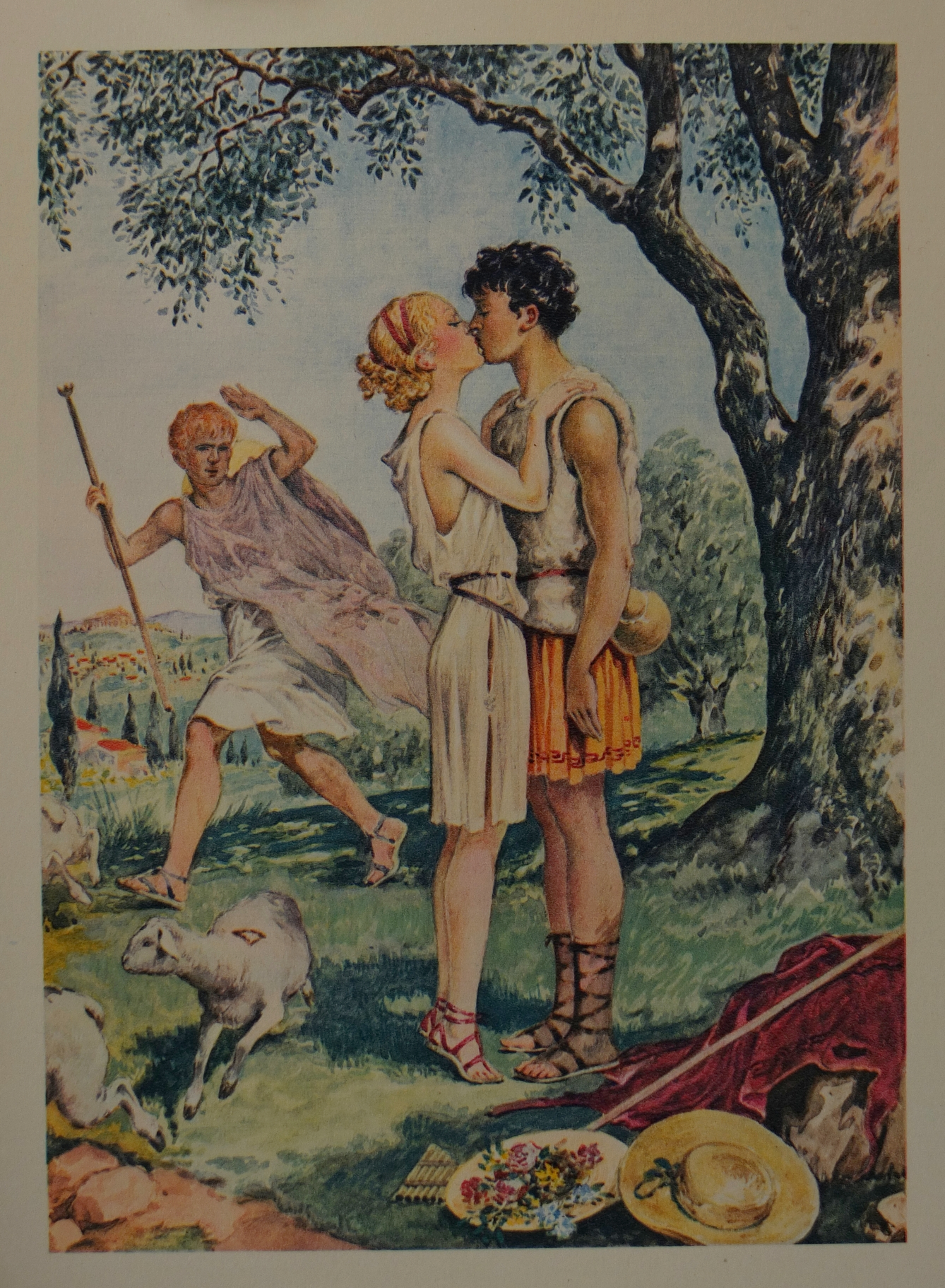
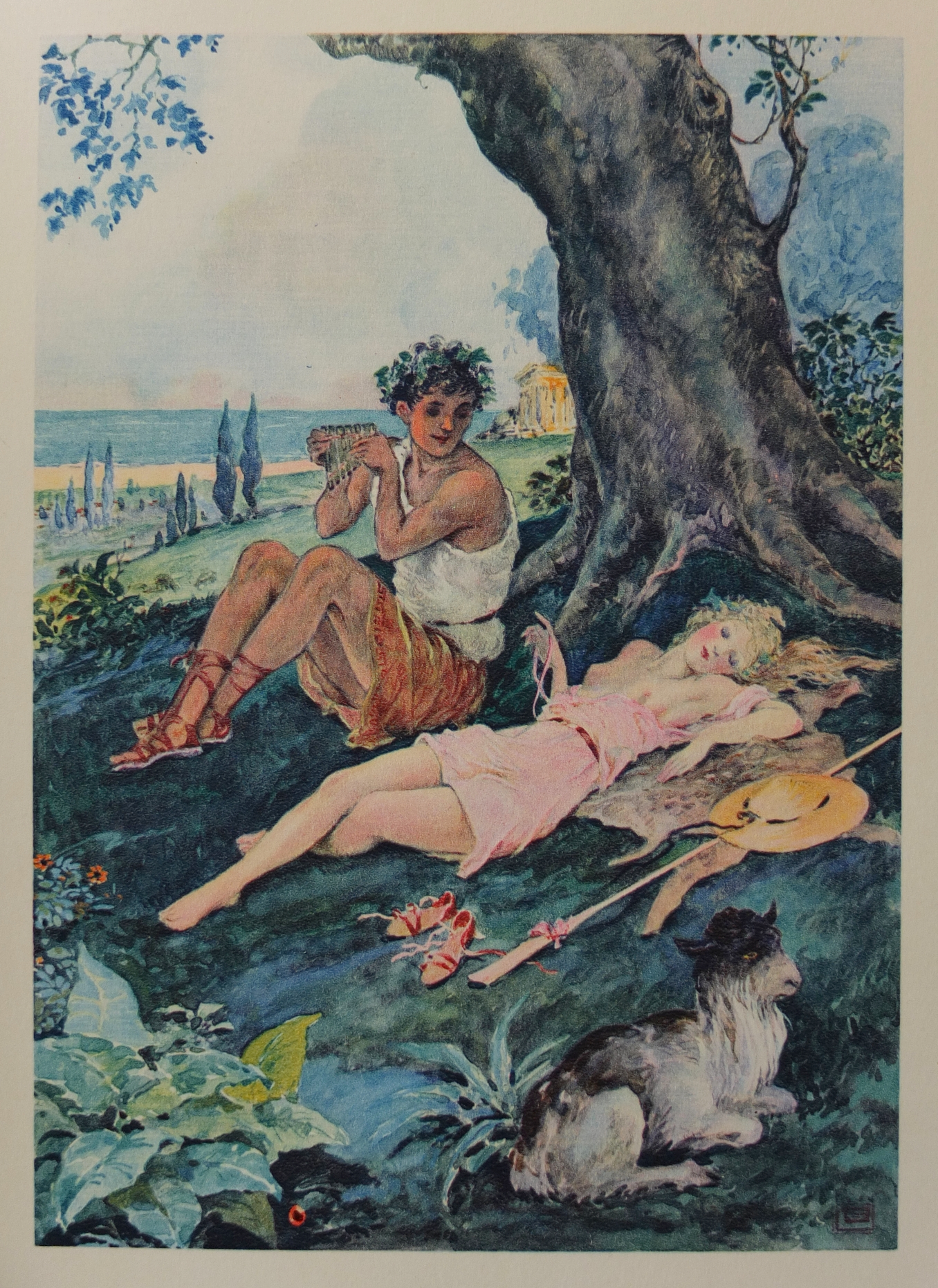
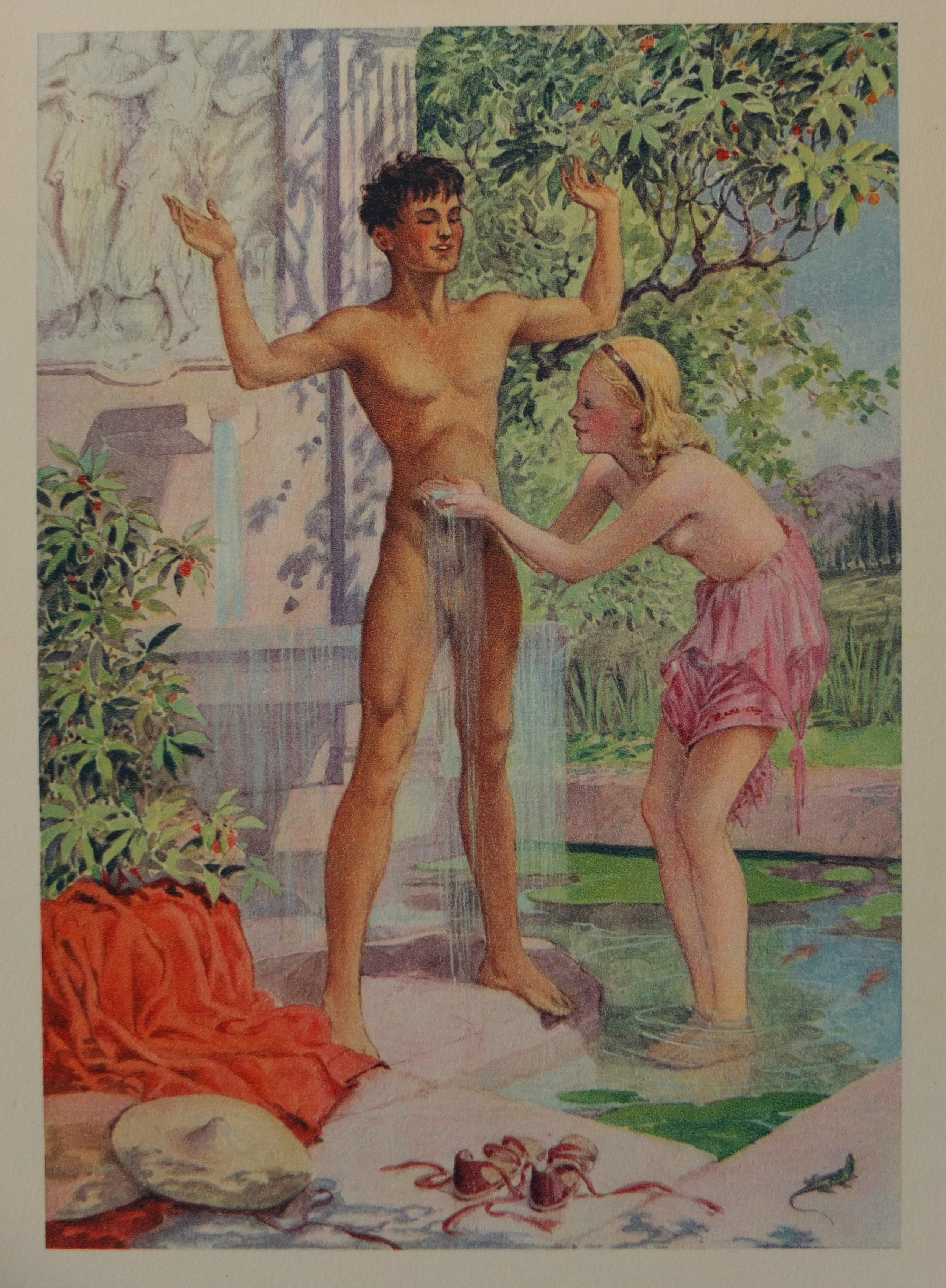
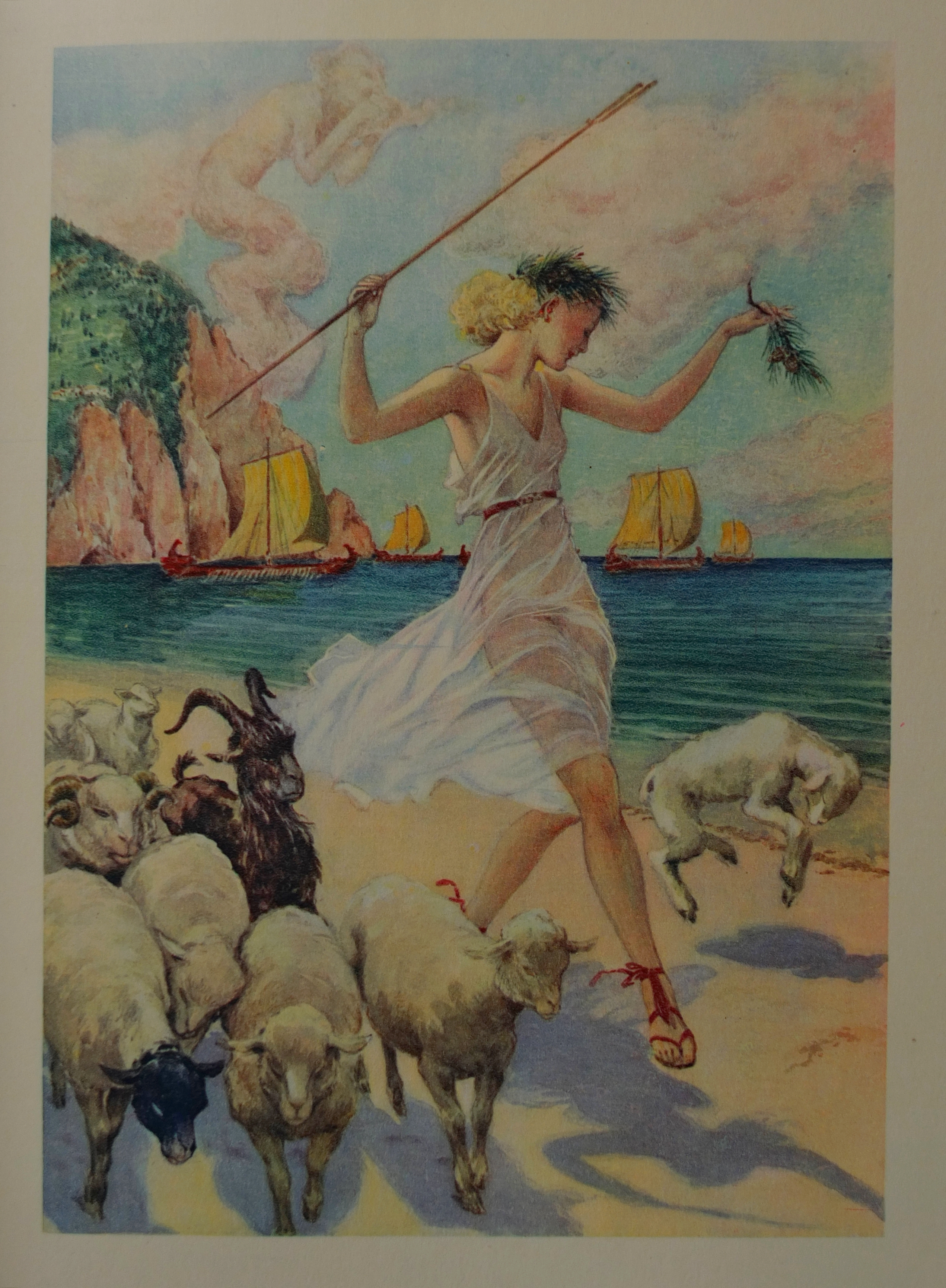
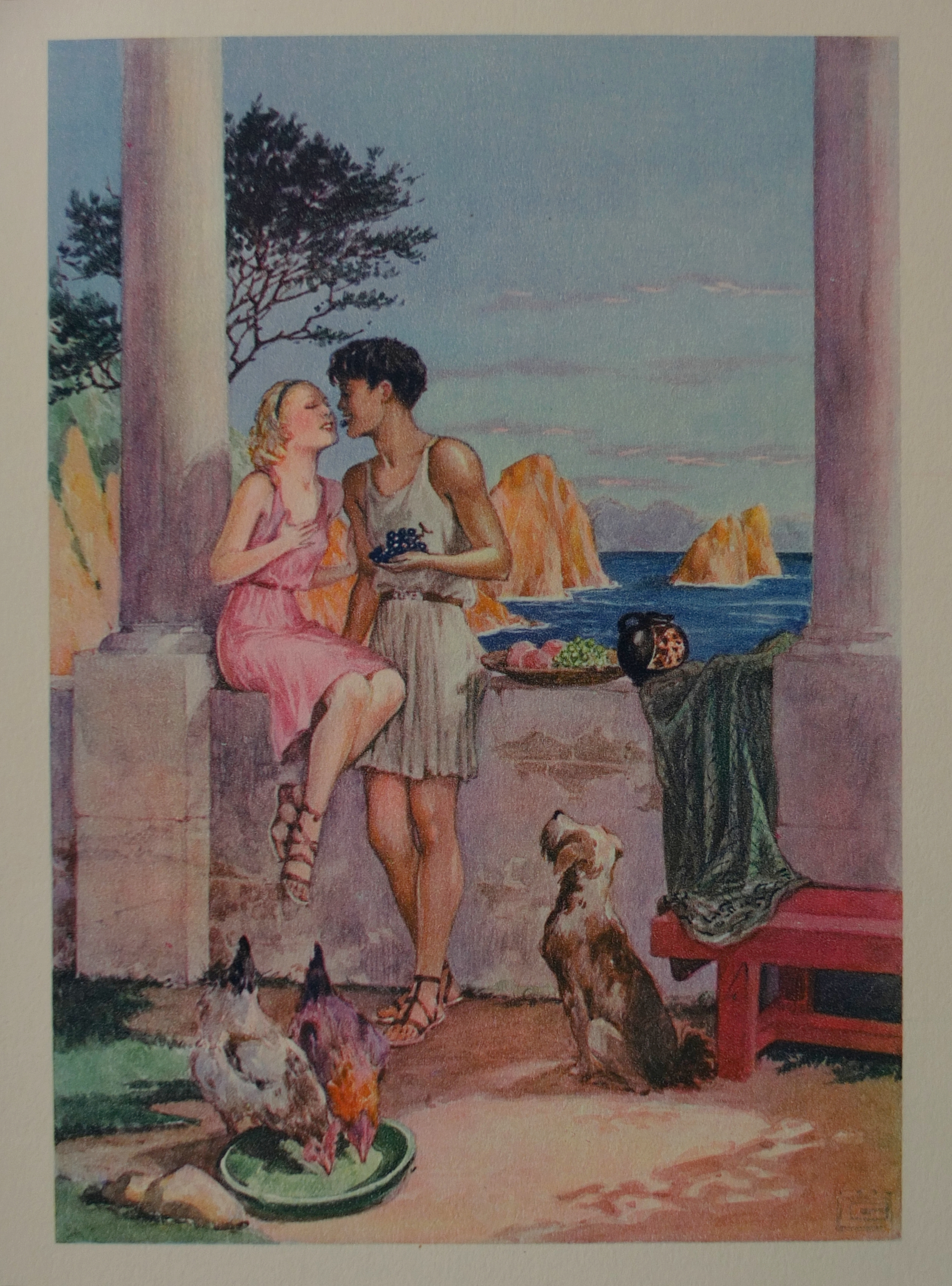
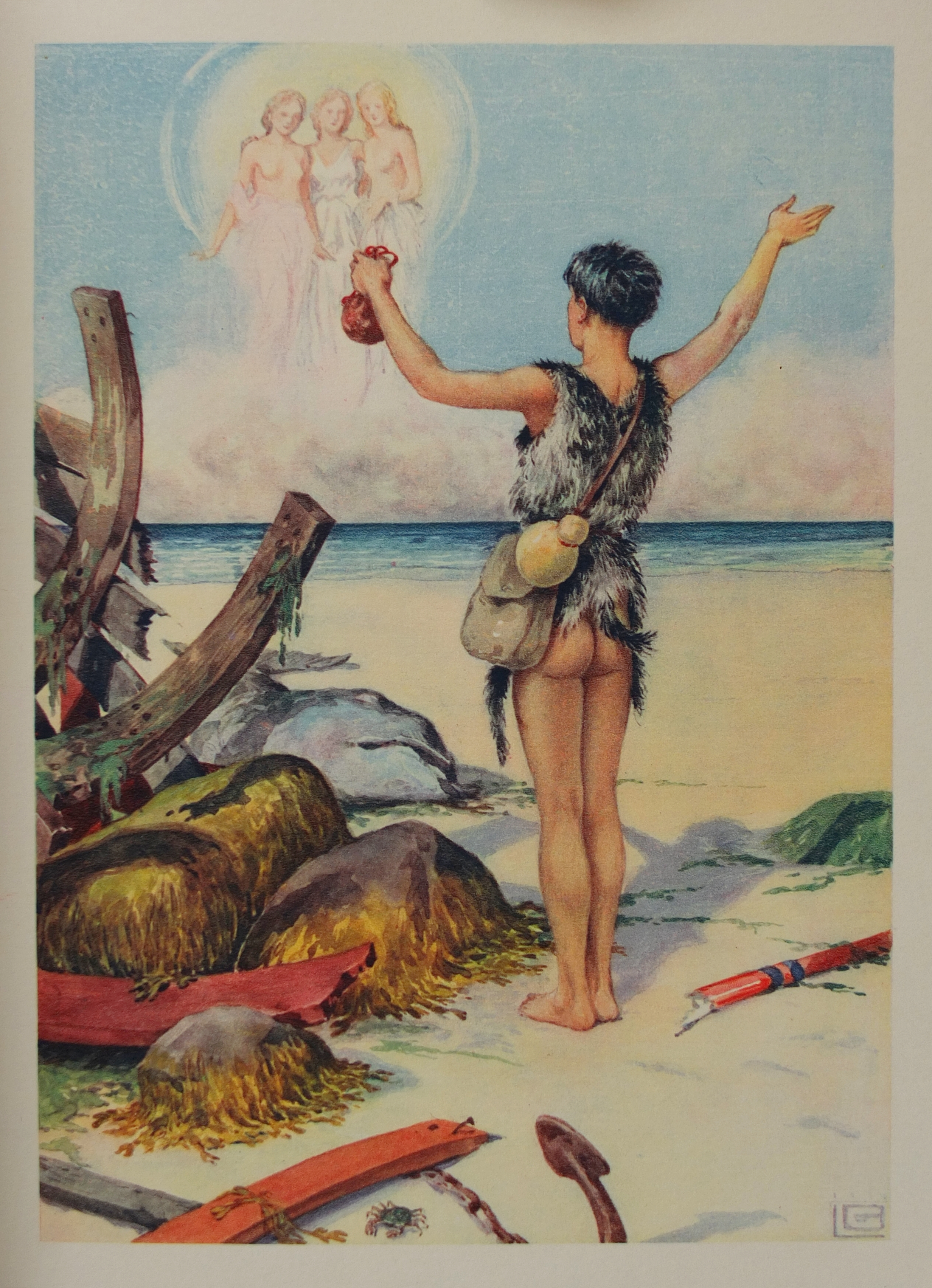
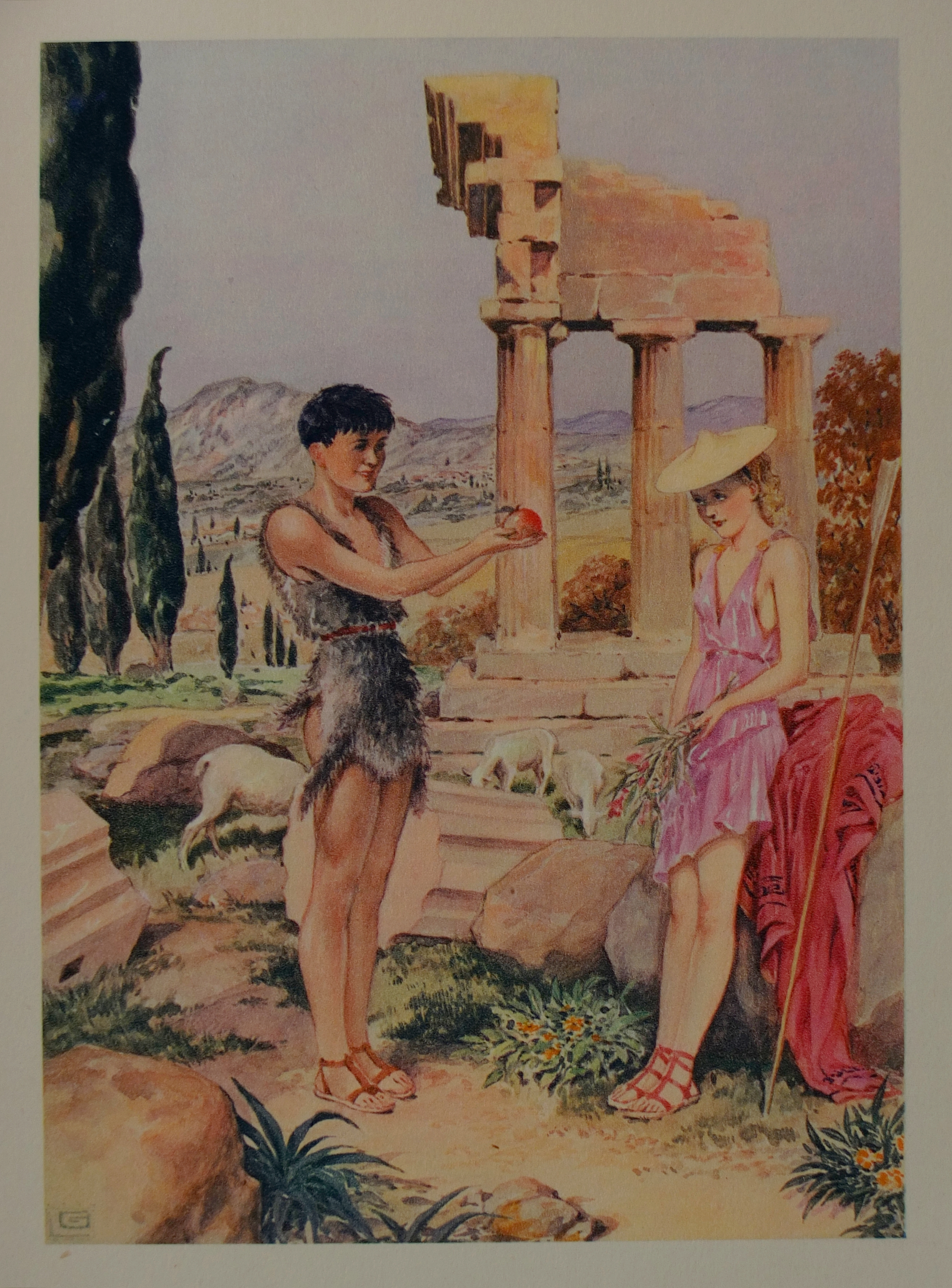
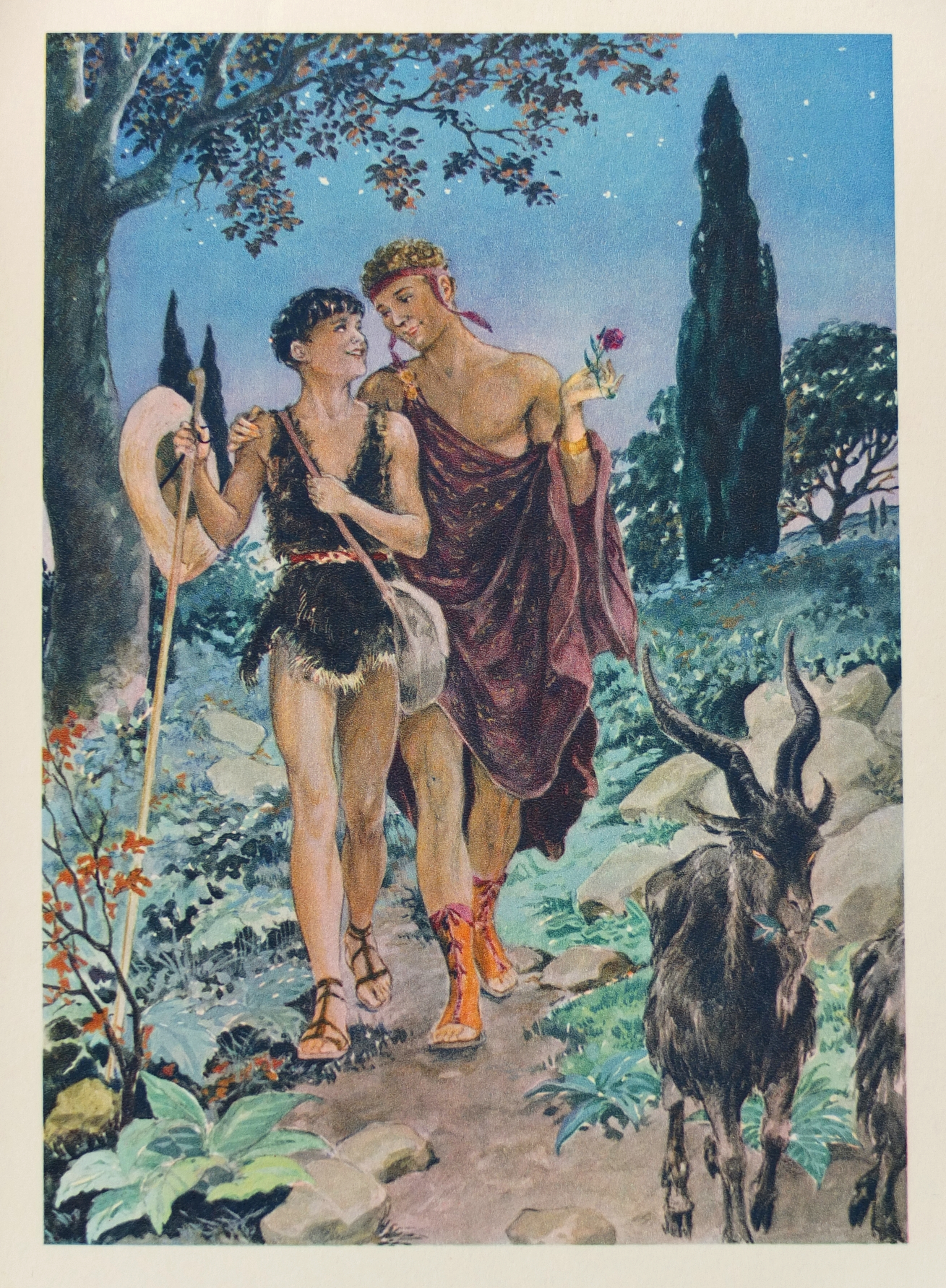
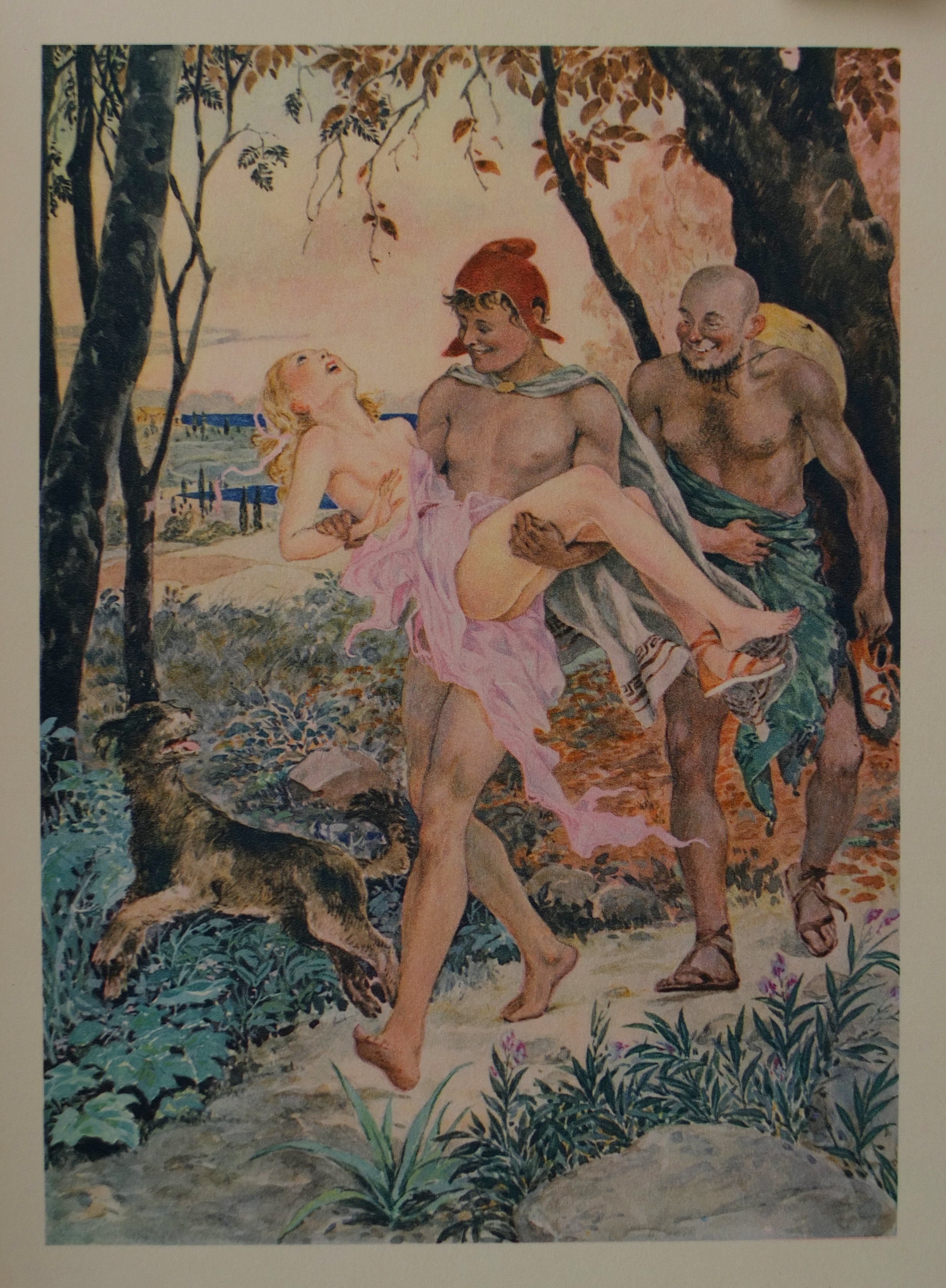

## Галерея

### Другие произведения

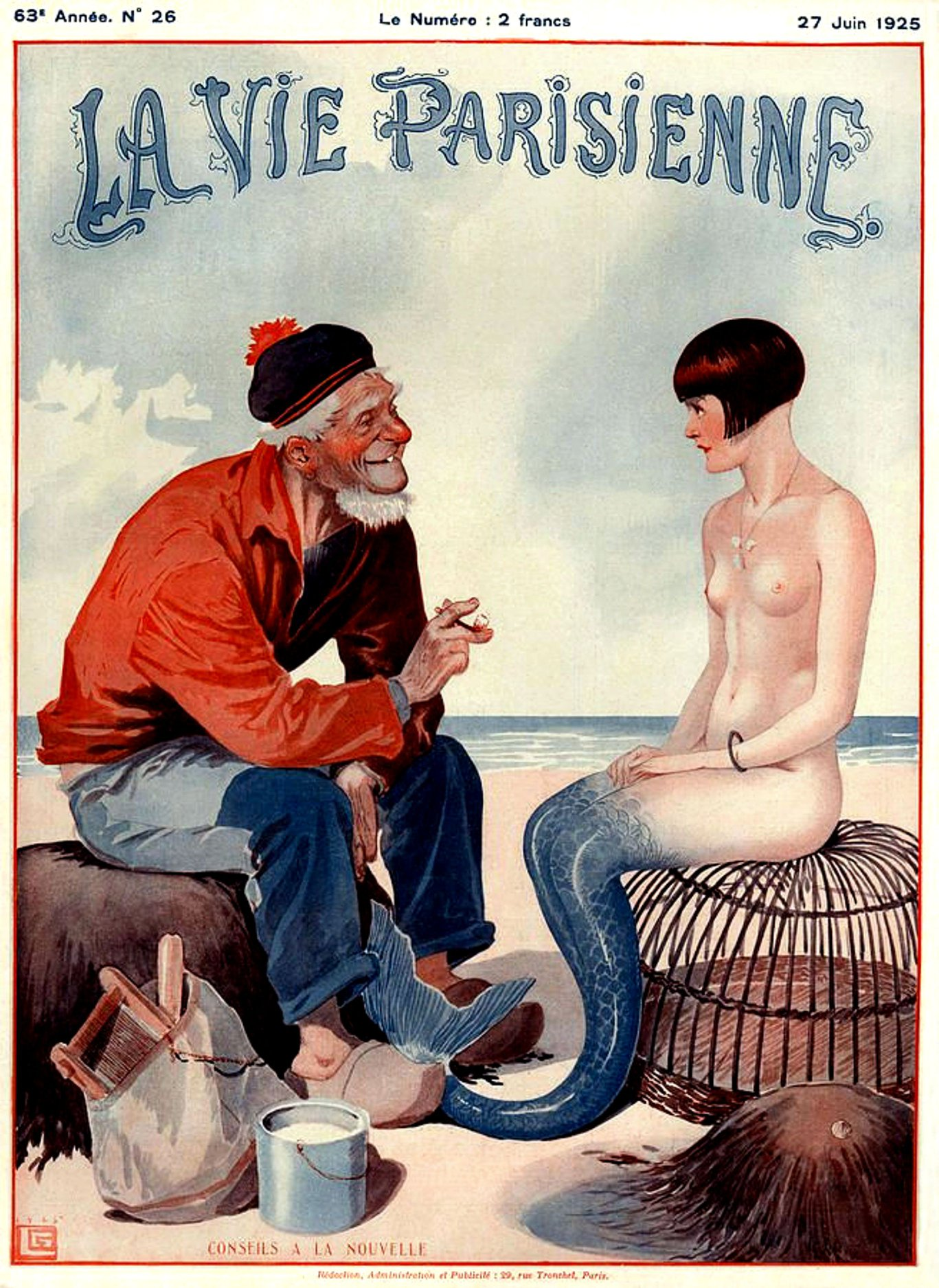
Обложка журнала, 1925
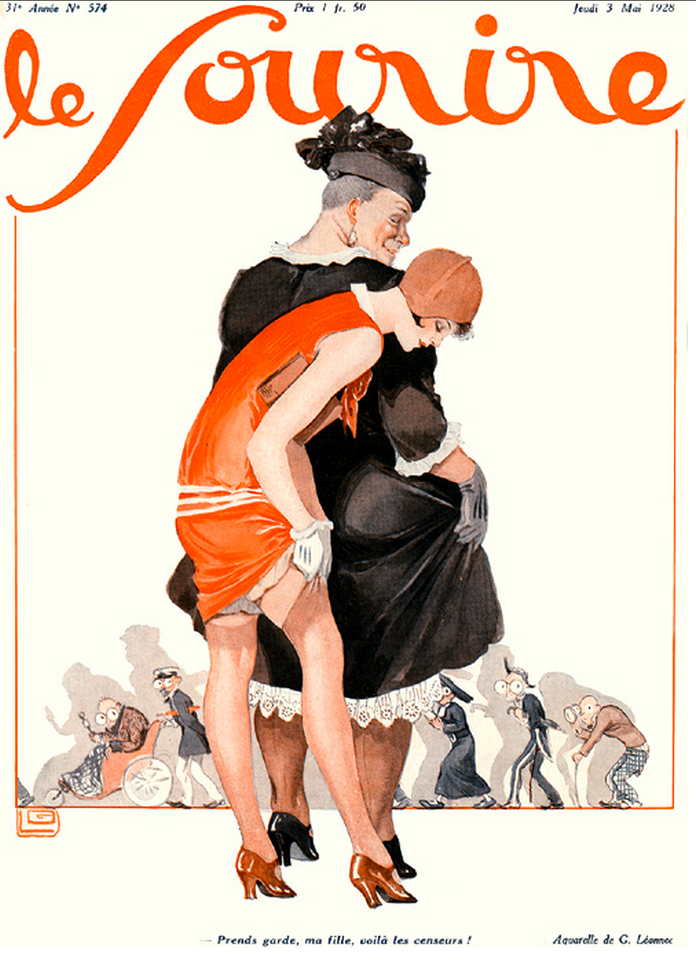
Обложка журнала с карикатурой на реакцию мужчин на женскую моду 1920-х годов, 1928
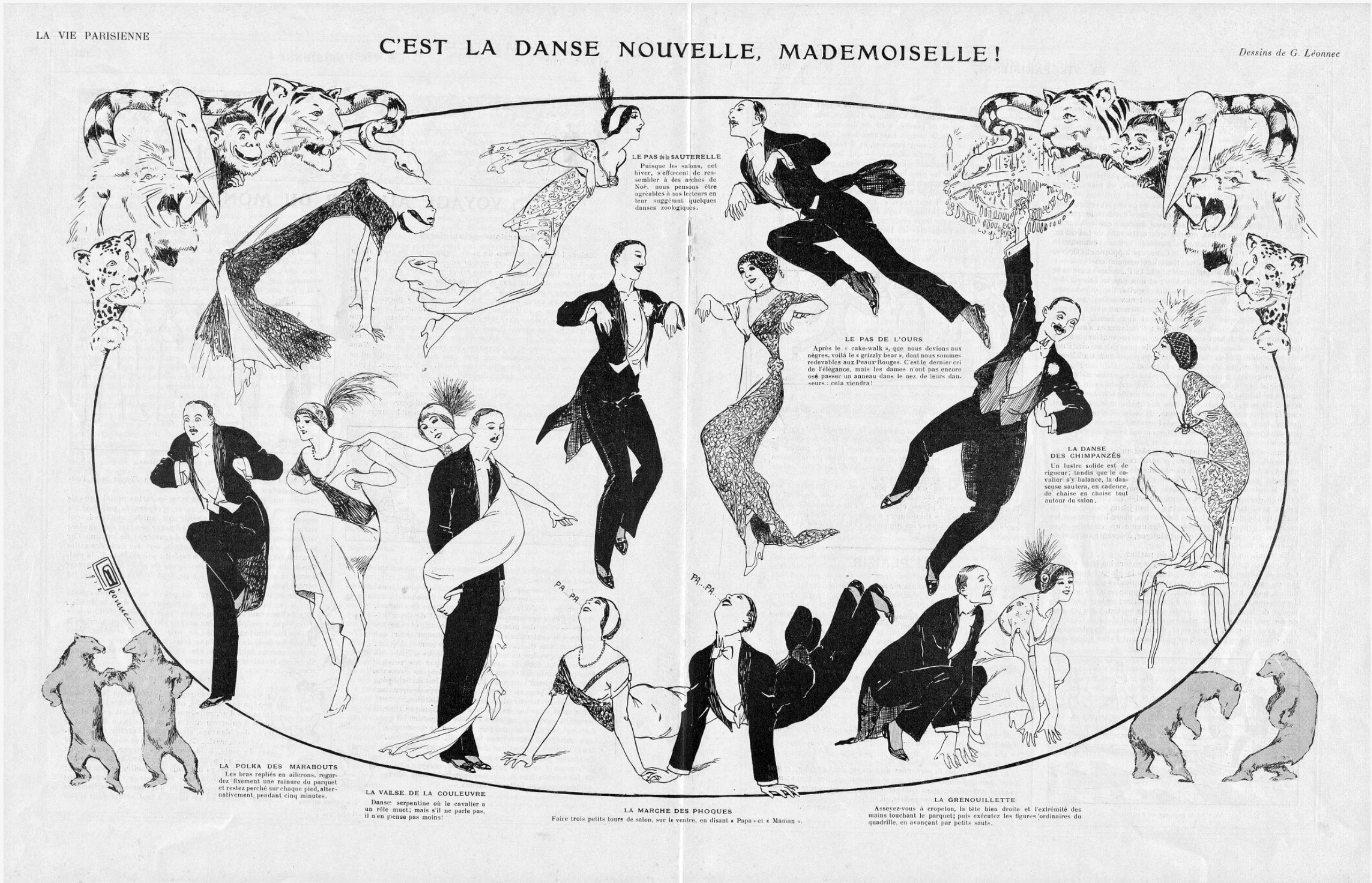
Карикатура на современные танцы, 1912
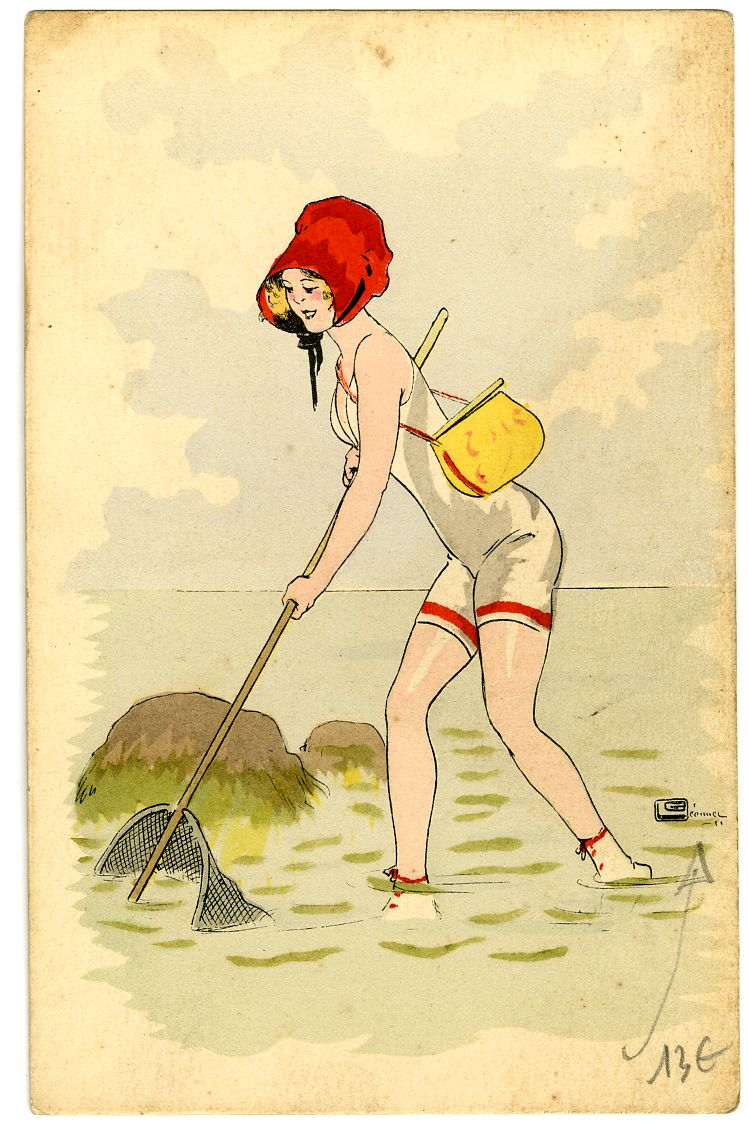
Открытка с изображением отдыха на пляже
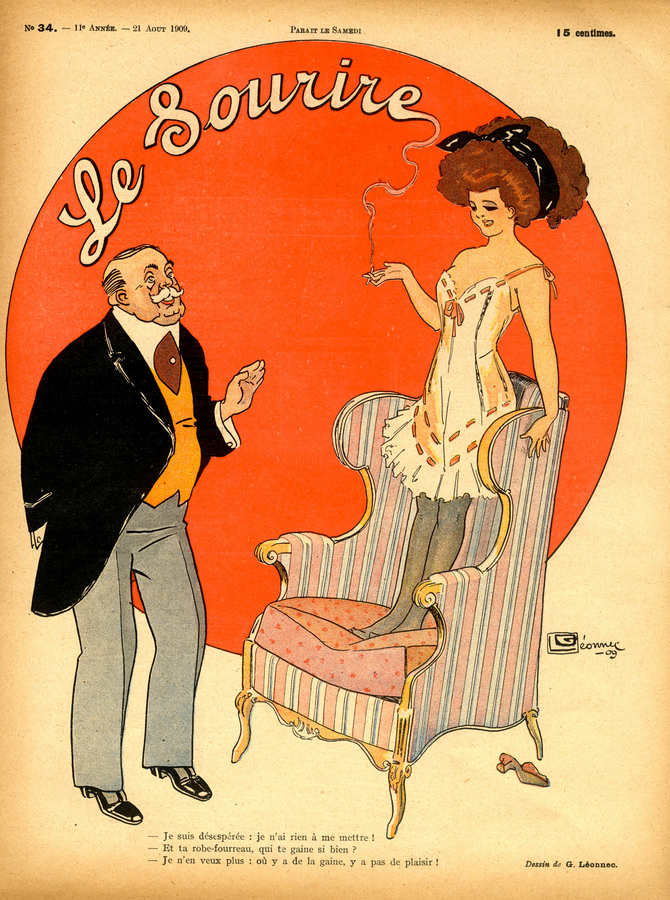
Обложка журнала, 1912
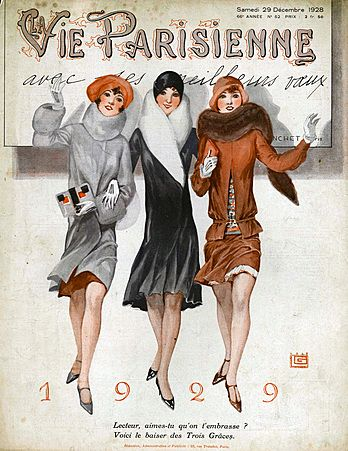
Новогодняя обложка журнала, 1929